# Colonia del Capo olandese
La Colonia del Capo olandese (in olandese: Kaapkolonie) fu colonia olandese dal 1652 al 1806, quando venne a far parte dell'impero britannico. La colonia prendeva il nome dal capo di Buona Speranza; fu infatti sulla penisola del Capo che venne creato il primo insediamento olandese.

## Storia

### La colonizzazione olandese

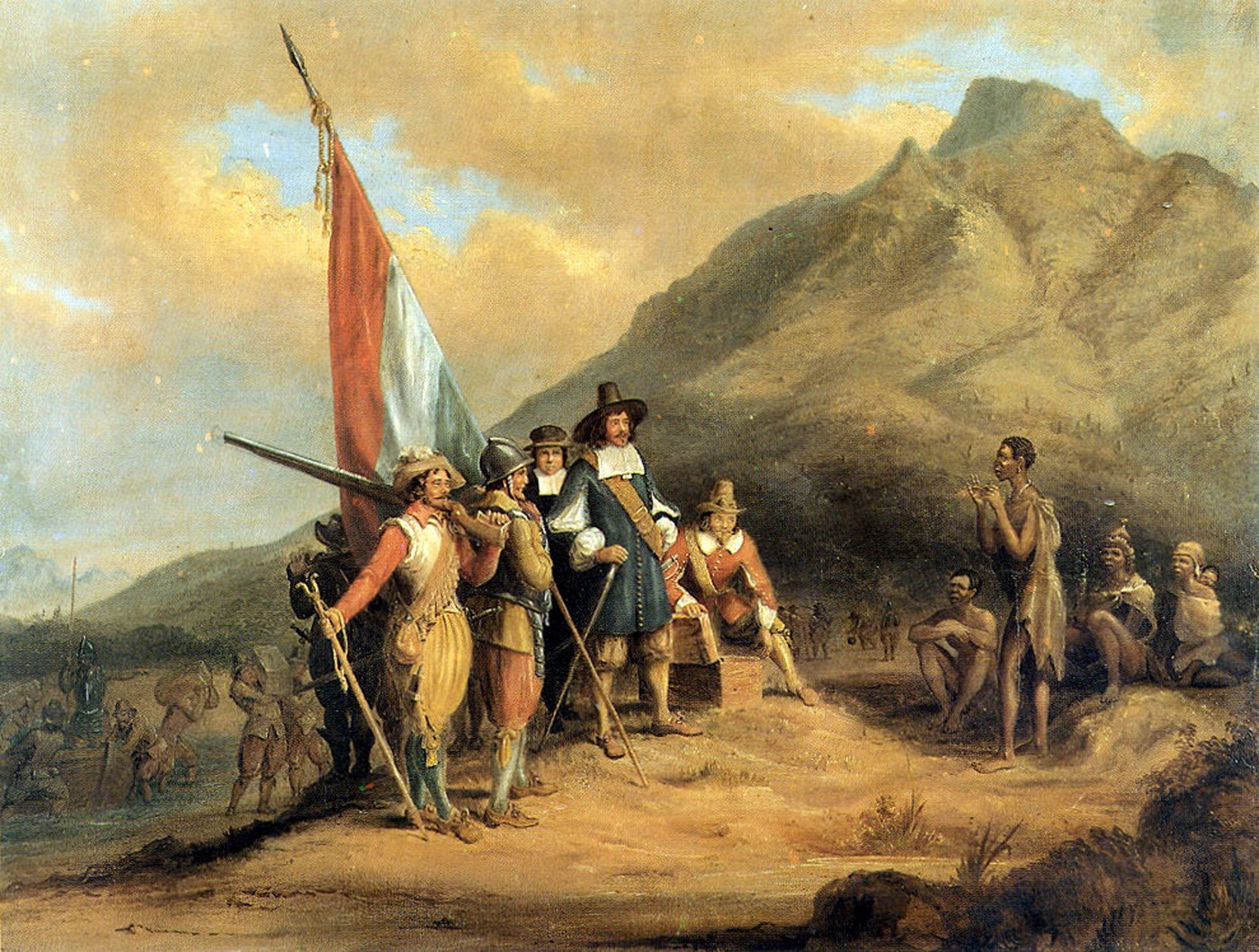
Dipinto che raffigura l'arrivo di Jan van Riebeeck in Africa meridionale, realizzato da Charles Davidson Bell.

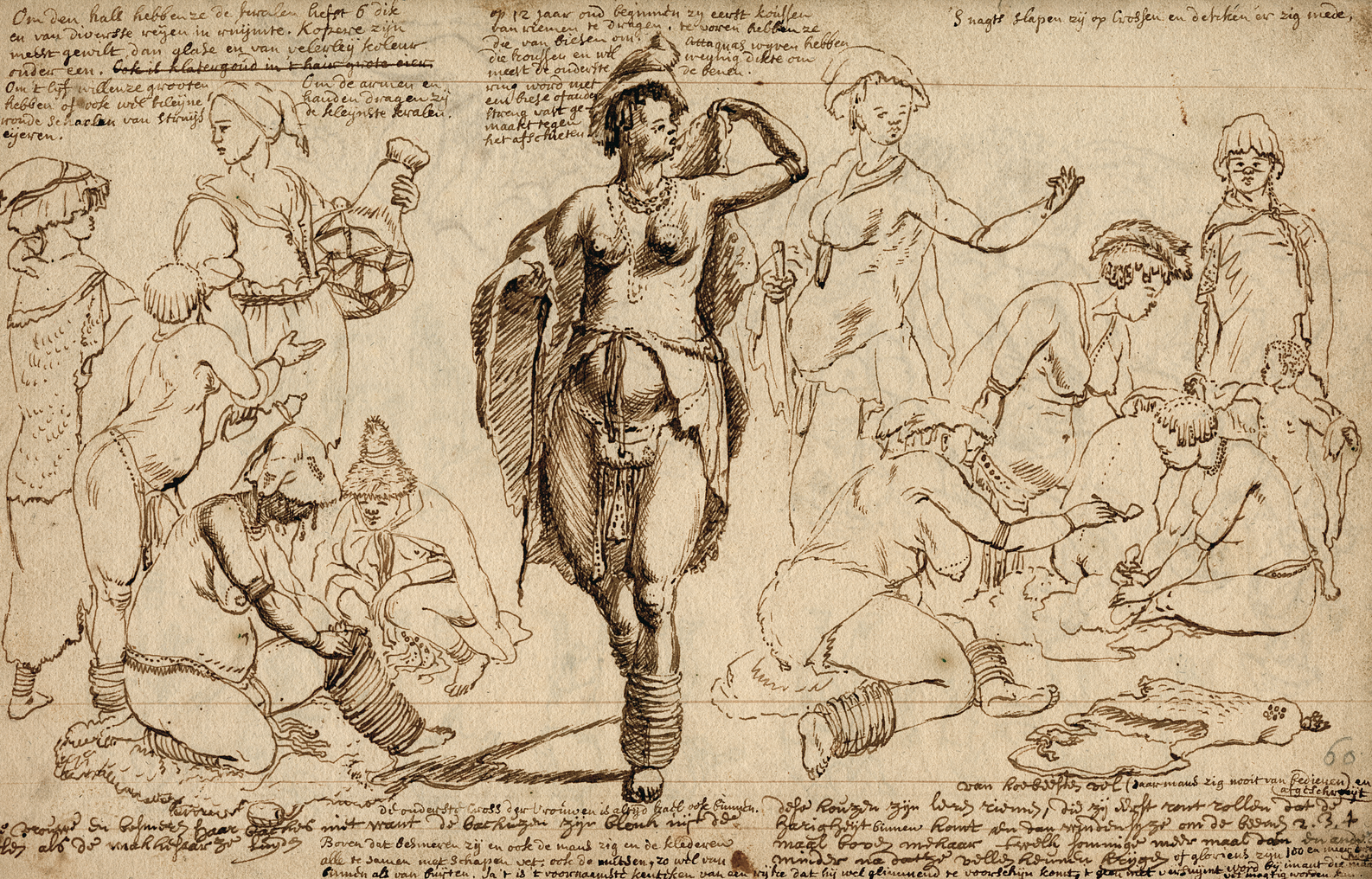
Disegno di un gruppo di donne Khoi, realizzato da un anonimo artista olandese agli inizi del Settecento

I mercanti della Compagnia delle Indie Orientali olandesi (VOC), al comando di Jan van Riebeeck, furono i primi europei a fondare una colonia in Africa meridionale. L'insediamento del Capo venne costruito proprio da costoro nel 1652 e divenne ben presto una stazione di rifornimento per le navi dirette verso le Indie Orientali, nei loro viaggi tra i Paesi Bassi e Giacarta. La stazione di supporto divenne ben presto una vera e propria colonia con una comunità strutturata, grazie alla presenza dei cosiddetti afrikaner.
All'arrivo degli europei, l'area della colonia era abitata dai popoli San e Khoikhoi che avevano un'economia basata sulla pastorizia con una popolazione compresa tra i 13.000 ed i 15.000 abitanti. I conflitti con i coloni europei e gli effetti del vaiolo decimarono il loro numero nel 1713 e nel 1755, sino a ridurli in schiavitù nelle mani dei coloni.
I Khoikhoi locali non avevano né una forte organizzazione politica del loro stato né una base economica che andasse al di la dei loro singoli possedimenti, giungendo a barattare beni preziosi con cose di poco conto portate dagli olandesi, apprezzate unicamente per la loro stravaganza. I primi coloni olandesi stabilirono in loco delle tenute agricole per rifornire regolarmente la stazione commerciale del Capo e per fare ciò privarono i Khoikhoi dei loro territori. I conflitti portarono al consolidamento del dominio degli europei e alla totale sottomissione della società Khoikhoi ai nuovi arrivati. I successi militari portarono gli olandesi a divenire gli unici padroni nell'area già a partire dagli anni '70 del Seicento. Il popolo Khoikhoi divenne la principale riserva di lavoro dell'area.
Dopo che i primi coloni ebbero avuto modo di costituire la prima stazione commerciale della compagnia, alcuni coloni iniziarono a divenire dei pastori nomadi col nome collettivo di Trekboeren, lasciando così i terreni più ricchi (seppur limitati) della costa a favore dei tavolieri dell'interno del continente. Qui si trovavano ancora dei piccoli gruppi di allevatori di etnia Khoikhoi che erano sfuggiti alla colonizzazione e che faticosamente ancora resistevano all'avanzata degli europei. Dal Settecento, ad ogni modo, l'imposizione degli olandesi fece scomparire completamente lo stile di vita prettamente pastorale dei Khoikhoi.
Intanto a Città del Capo la società stava mutando rapidamente col sempre maggior numero di afrikaner che parlavano una nuova lingua, l'afrikaans, un linguaggio vernacolare che univa parole tratte dall'olandese e parole derivate dalla lingua locale, lingua spesso completamente incomprensibile per i coloni dei Paesi Bassi.

### La conquista britannica

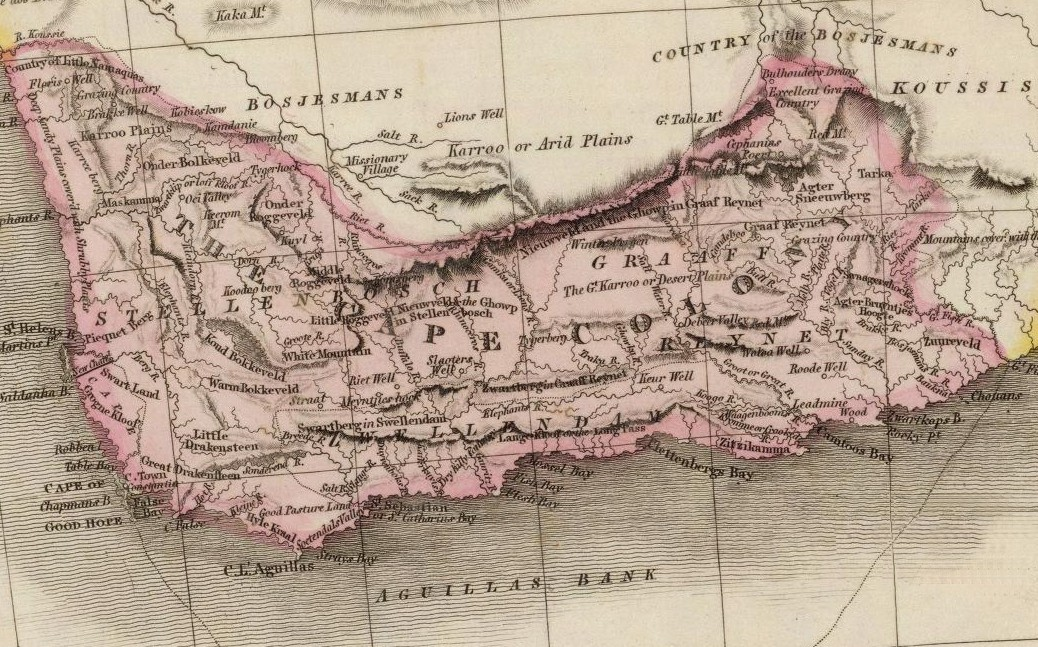
Mappa della Colonia del Capo nel 1809.

Nel 1795, la Francia occupò la Repubblica delle Sette Province dei Paesi Bassi, la madrepatria della Compagnia delle Indie Orientali olandese. Questo portò la Gran Bretagna ad occupare il territorio coloniale della Colonia del Capo nel 1795 per controllare meglio l'area (e la sua potenzialità a livello commerciale) ed ogni qualsiasi tentativo da parte dei rivoluzionari francesi di aprirsi una strada commerciale verso l'India. Gli inglesi mandarono sul posto una flotta di nove navi da guerra che ancorarono a Simon's Town e, dopo la sconfitta della milizia olandese nella Battaglia di Muizenberg, presero il controllo totale del territorio. La flotta della compagnia delle Indie Orientali olandesi trasferì i suoi territori alla Repubblica Batava (la repubblica rivoluzionaria stabilitasi nei Paesi Bassi) nel 1798, assieme alle proprie pretese sui territori coloniali occupati. Migliorando le relazioni tra Gran Bretagna e Francia napoleonica, ed il suo stato cliente della Repubblica Batava, gli inglesi dovettero cedere nuovamente la Colonia del Capo alla Repubblica Batava nel 1803 (sulla base delle disposizioni del Trattato di Amiens).
Nel 1806, la Città del Capo, ora nominalmente controllata dalla Repubblica Batava, venne nuovamente occupata dagli inglesi dopo la loro vittoria nella Battaglia di Blaauwberg. La pace temporanea tra Gran Bretagna e Francia napoleonica era infatti tracollata in aperta ostilità tra le due nazioni, e Napoleone riprese a rafforzare la sua influenza pesante sulla Repubblica Batava (che abolì in quello stesso anno, annettendone il territorio direttamente alla Francia). Gli inglesi speravano di riuscire a mantenere Napoleone fuori dalla colonia sudafricana come pure le rotte via mare per l'Oriente. Nel 1814 il governo olandese cedette formalmente la sovranità su Città del Capo ed il suo territorio coloniale agli inglesi, sulla base dei termini della Convenzione di Londra.

## Divisioni amministrative

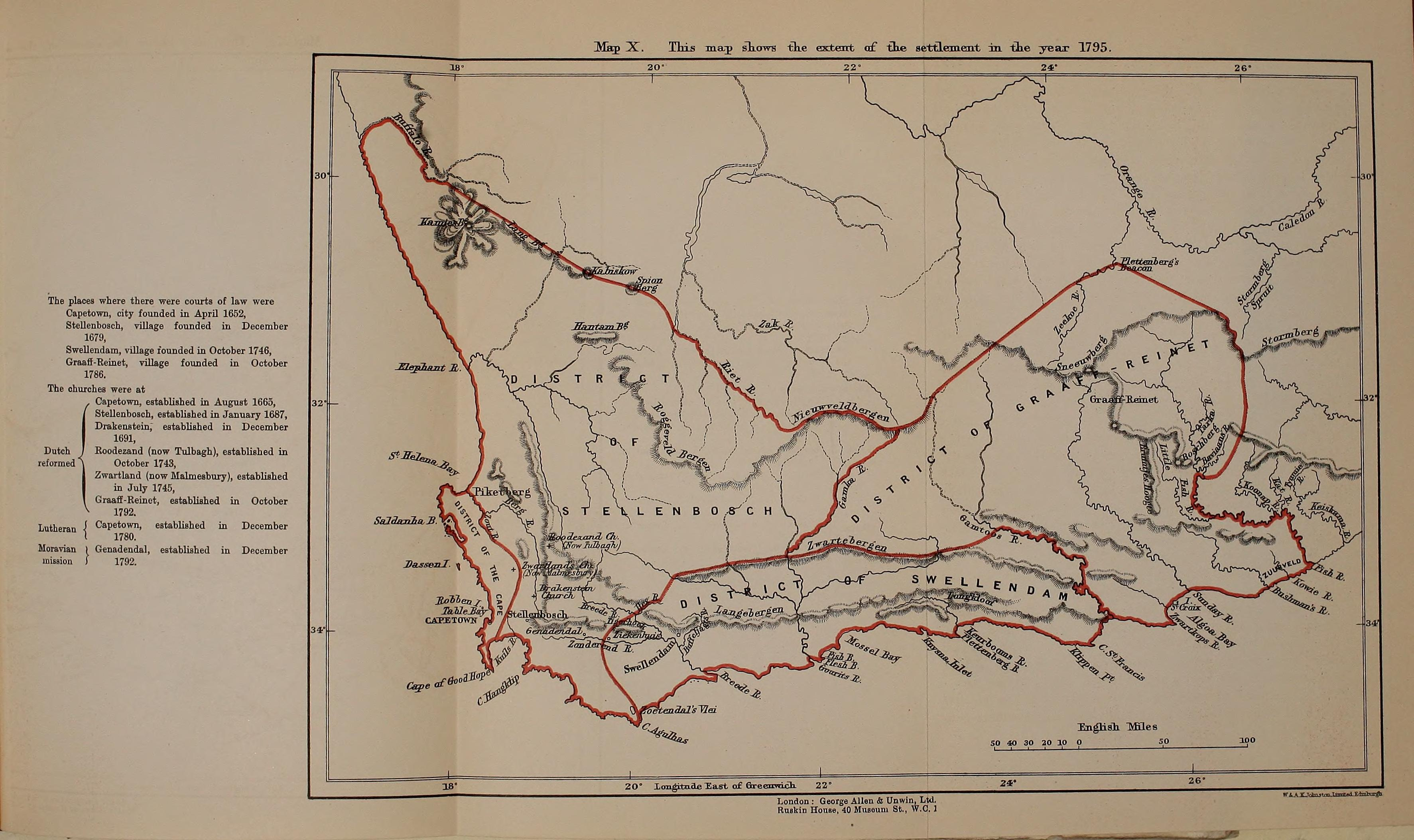
Le divisioni amministrative della Colonia del Capo appena prima dell'occupazione inglese nel 1795.

La Colonia del Capo olandese era divisa in quattro distretti:
| Distretto                               | Popolazione al 1797 |
| --------------------------------------- | ------------------- |
| Distretto del Capo                      | 18.152              |
| Distretto di Stellenbosch e Drakenstein | 22.959              |
| Distretto di Zwellendam                 | 6.663               |
| Distretto di Graaff Reynet              | 14.173              |

## Comandanti e governatori della Colonia del Capo (1652–1806)
Il titolo ottenuto dal governo olandese dal fondatore della Colonia del Capo, Jan van Riebeeck, fu quello di "Comandante del Capo", posizione che egli mantenne dal 1652 al 1662. Durante la reggenza della carica da parte di Simon van der Stel, la colonia venne elevata al rango di governatorato e pertanto il suo reggente venne promosso alla posizione di "Governatore del Capo".

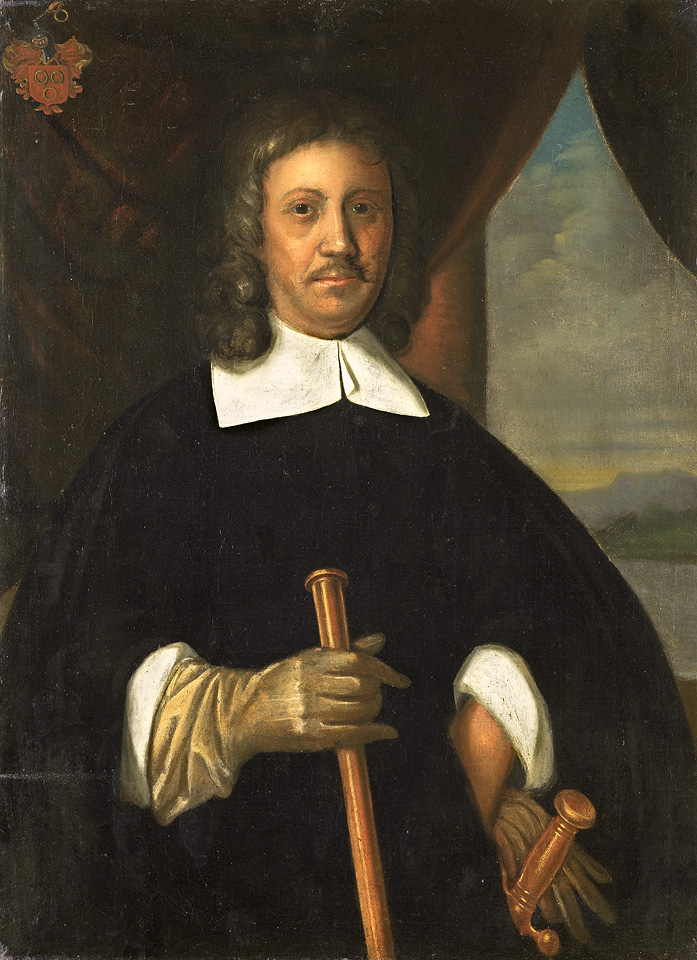
Jan van Riebeeck

| Nome                     | Periodo                            | Titolo                               |
| ------------------------ | ---------------------------------- | ------------------------------------ |
| Jan van Riebeeck         | 7 aprile 1652 – 6 maggio 1662      | Comandante                           |
| Zacharias Wagenaer       | 6 maggio 1662 – 27 settembre 1666  | Comandante                           |
| Cornelis van Quaelberg   | 27 settembre 1666 – 18 giugno 1668 | Comandante                           |
| Jacob Borghorst          | 18 giugno 1668 – 25 marzo 1670     | Comandante                           |
| Pieter Hackius           | 25 marzo 1670 – 30 novembre 1671   | Comandante e Governatore             |
|                          | 1671 - 1672                        | Consiglio di reggenza                |
| Albert van Breugel       | aprile 1672 – 2 ottobre 1672       | Comandante de facto                  |
| Isbrand Goske            | 2 ottobre 1672 – 14 marzo 1676     | Governatore                          |
| Johan Bax van Herenthals | 14 marzo 1676 – 29 giugno 1678     | Comandante                           |
| Hendrik Crudop           | 29 giugno 1678 – 12 ottobre 1679   | Comandante de facto                  |
| Simon van der Stel       | 10 dicembre 1679 – 1 ottobre 1691  | Comandante, dopo il 1691 Governatore |

| Nome                                                      | Periodo                                                                   | Titolo                |
| --------------------------------------------------------- | ------------------------------------------------------------------------- | --------------------- |
| Simon van der Stel                                        | 1 giugno 1691 – 2 novembre 1699                                           | Governatore           |
| Willem Adriaan van der Stel                               | 2 novembre 1699 – 3 giugno 1707                                           | Governatore           |
| Johannes Cornelis d’Ableing                               | 3 giugno 1707 – 1 febbraio 1708                                           | Governatore de facto  |
| Louis van Assenburg                                       | 1 febbraio 1708 – 27 dicembre 1711                                        | Governatore           |
| Willem Helot (de facto)                                   | 27 dicembre 1711 – 28 marzo 1714                                          | Governatore de facto  |
| Maurits Pasques de Chavonnes                              | 28 marzo 1714 – 8 settembre 1724                                          | Governatore           |
| Jan de la Fontaine (de facto)                             | 8 settembre 1724 – 25 febbraio 1727                                       | Governatore de facto  |
| Pieter Gijsbert Noodt                                     | 25 febbraio 1727 – 23 aprile 1729                                         | Governatore           |
| Jan de la Fontaine                                        | 23 aprile 1729 – 8 marzo 1737                                             | Governatore de facto  |
| Jan de la Fontaine                                        | 8 marzo 1737 – 31 agosto 1737                                             | Governatore           |
| Adriaan van Kervel                                        | 31 agosto 1737 – 19 settembre 1737 (morto dopo tre settimane in carica)   | Governatore           |
| Daniël van den Henghel                                    | 19 settembre 1737 – 14 aprile 1739                                        | Governatore de facto  |
| Hendrik Swellengrebel                                     | 14 aprile 1739 – 27 febbraio 1751                                         | Governatore           |
| Ryk Tulbagh                                               | 27 febbraio 1751 – 11 agosto 1771                                         | Governatore           |
| Barone Joachim van Plettenberg                            | 12 agosto 1771 – 18 maggio 1774                                           | Governatore de facto  |
| Barone Pieter van Reede van Oudtshoorn                    | 1772 – 23 gennaio 1773 (morto in mare mentre si portava verso la colonia) | Governatore designato |
| Barone Joachim van Plettenberg                            | 18 maggio 1774 – 14 febbraio 1785                                         | Governatore           |
| Cornelis Jacob van de Graaff                              | 14 febbraio 1785 – 24 giugno 1791                                         | Governatore           |
| Johannes Izaac Rhenius (Isaac Reinus)                     | 24 giugno 1791 – 3 luglio 1792                                            | Governatore de facto  |
| Sebastiaan Cornelis Nederburgh e Simon Hendrik Frijkenius | 3 luglio 1792 – 2 settembre 1793                                          | Commissario generale  |
| Abraham Josias Sluysken                                   | 2 settembre 1793 – 16 settembre 1795                                      | Commissario generale  |

| Nome                                | Periodo   | Titolo               |
| ----------------------------------- | --------- | -------------------- |
| George Macartney, I conte Macartney | 1797–1798 | Governatore          |
| Francis Dundas (1ª volta)           | 1798–1799 | Governatore de facto |
| Sir George Yonge                    | 1799–1801 | Governatore          |
| Francis Dundas (2ª volta)           | 1801–1803 | Governatore          |

| Nome                            | Periodo   | Titolo      |
| ------------------------------- | --------- | ----------- |
| Jacob Abraham Uitenhage de Mist | 1803–1804 | Governatore |
| Jan Willem Janssens             | 1804–1807 | Governatore |